# Esporte no Japão

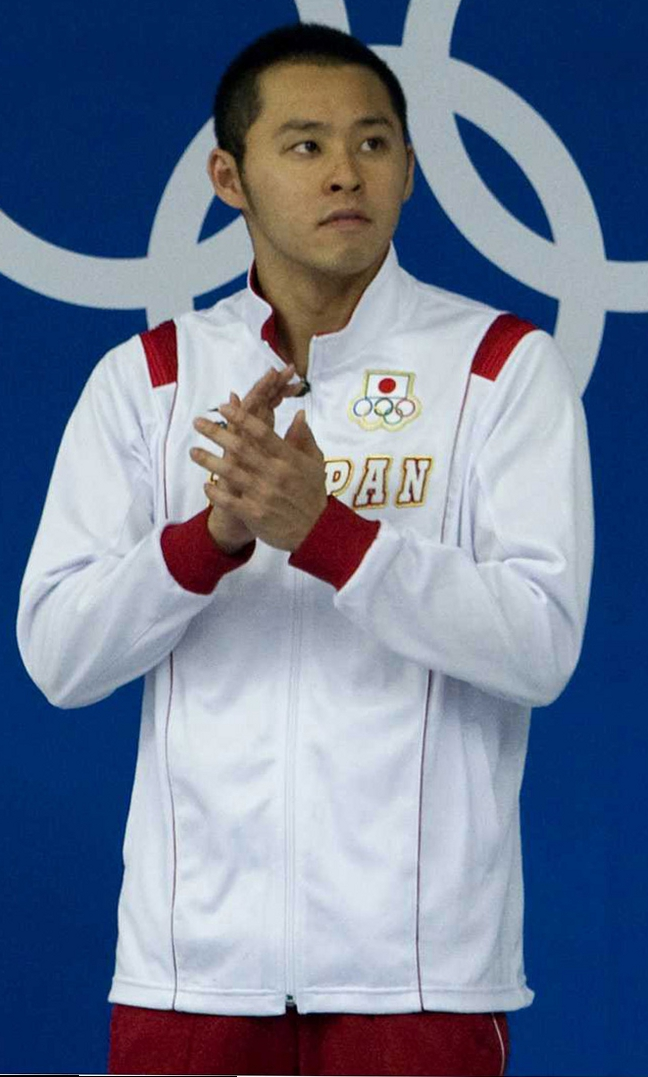
Kosuke Kitajima, um dos maiores nadadores da história do país

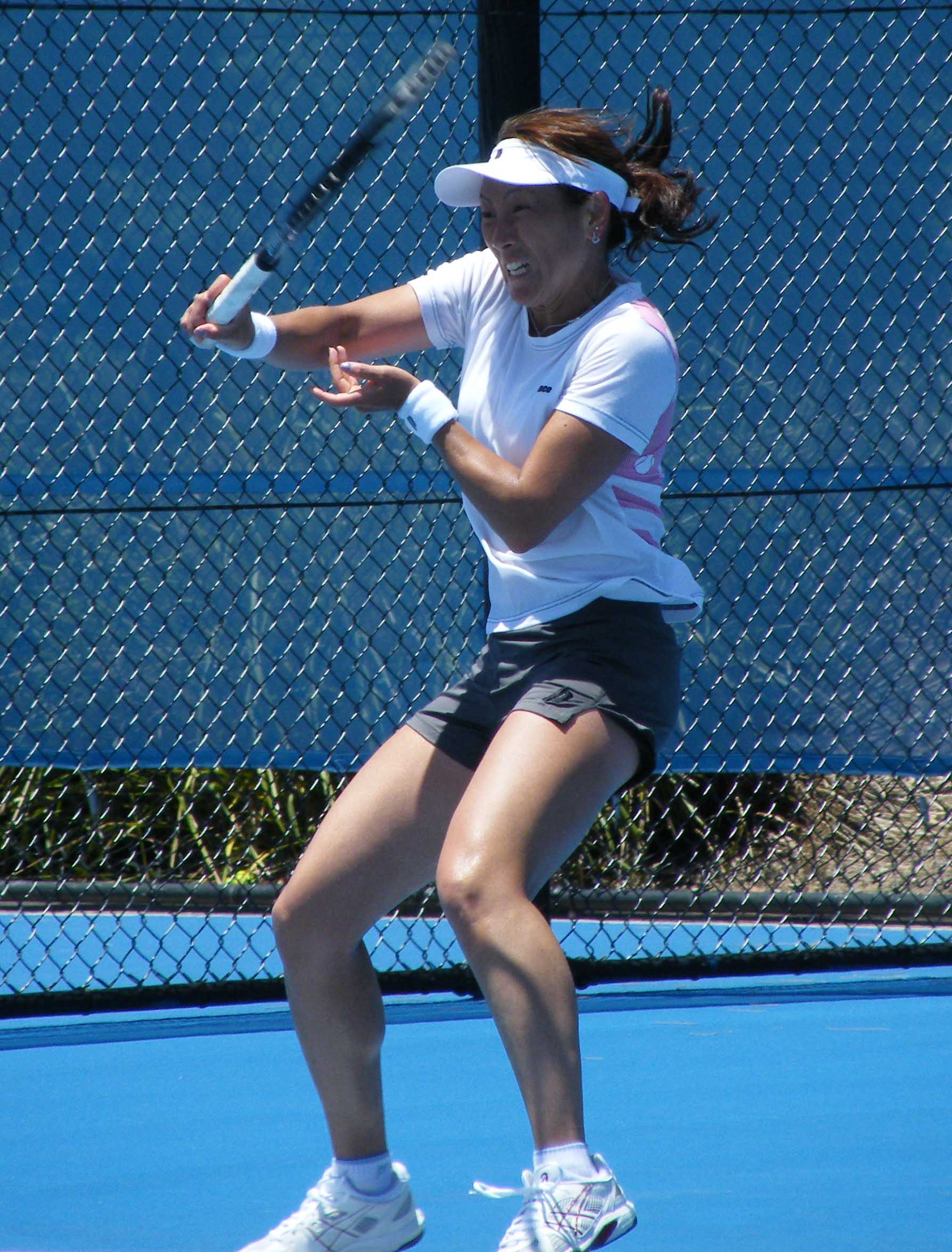
Ai Sugiyama, tenista ex-nº1 do mundo em duplas

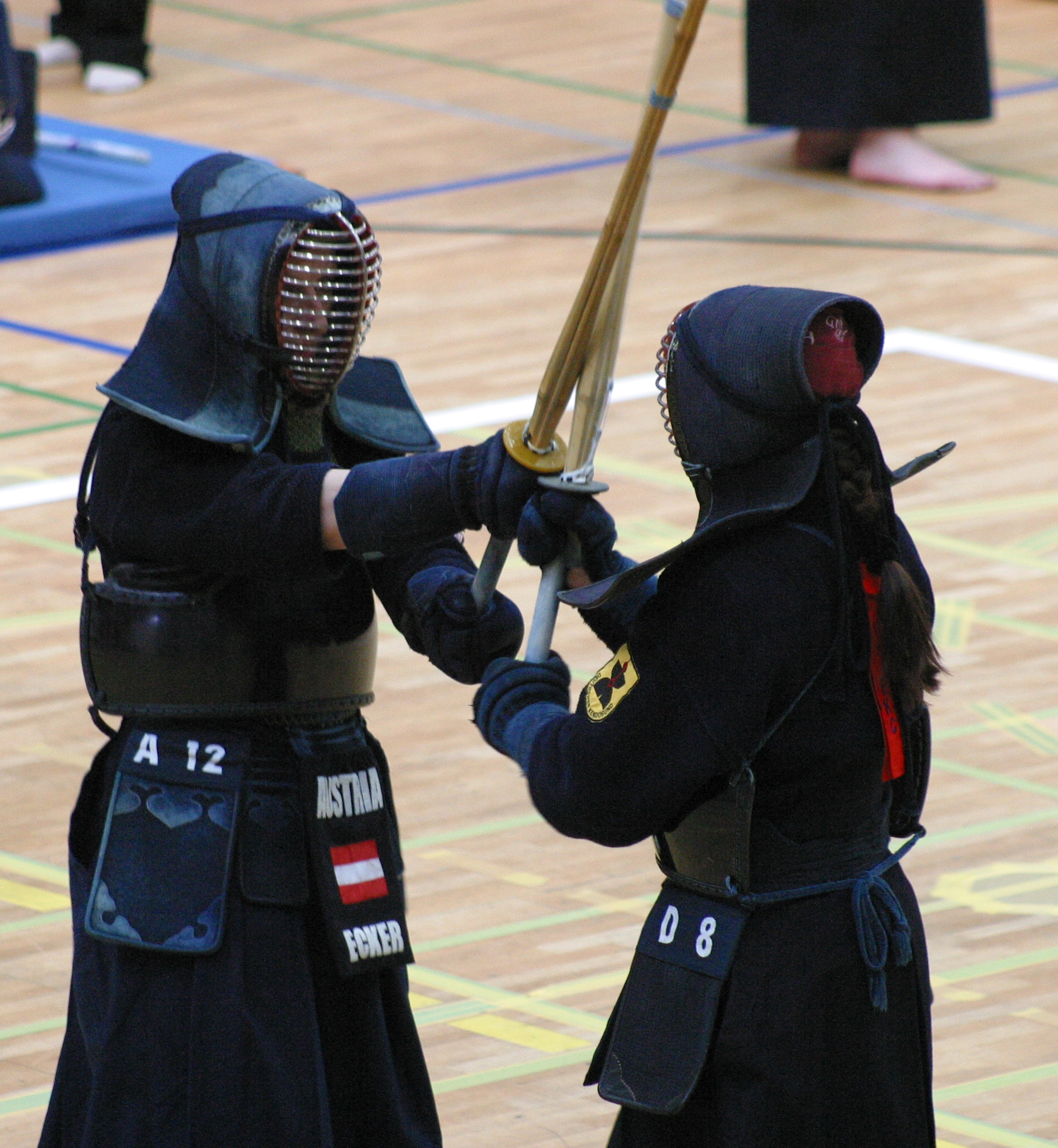
Praticantes de Kendo.

Diversos esportes são praticados no Japão. Eles variam desde os esportes tradicionais tais como as artes marciais, chamados budô, em especial o Judô, o Karatê, o Kendo e o Sumô, considerado o esporte nacional, outros como o Go e o Shogi, até os esportes ditos internacionais tais como o futebol (J-League) e o basebol (NPB), introduzidos no país após a restauração Meiji e popularizados através do sistema educacional.
O governo proporciona acesso a diversas modalidades esportivas a seus habitantes, entre elas tênis, tênis de mesa, vôlei, natação entre outros. Graças ao constante investimento em infra-estrutura de ginásios esportivos, equipamentos e instrutores, o Japão tem conquistado resultados cada vez mais positivos nos Jogos Olímpicos.
Os esportes náuticos e de inverno também são bastante praticados no Japão. Snowboard, esqui e patinação do gelo, além do golfe, e do automobilismo com o Super GT e a Formula Nippon. hoje são bastante populares em quase todo o país.
Hoje diversos atletas japoneses, em especial do futebol e do beisebol tem grande notoriedade internacional. A liga profissional japonesa de beisebol, a NPB, surgiu em 1934 e foi reformulada para o formato atual em 1950. A NPB é formada hoje por doze equipes de todo o país.

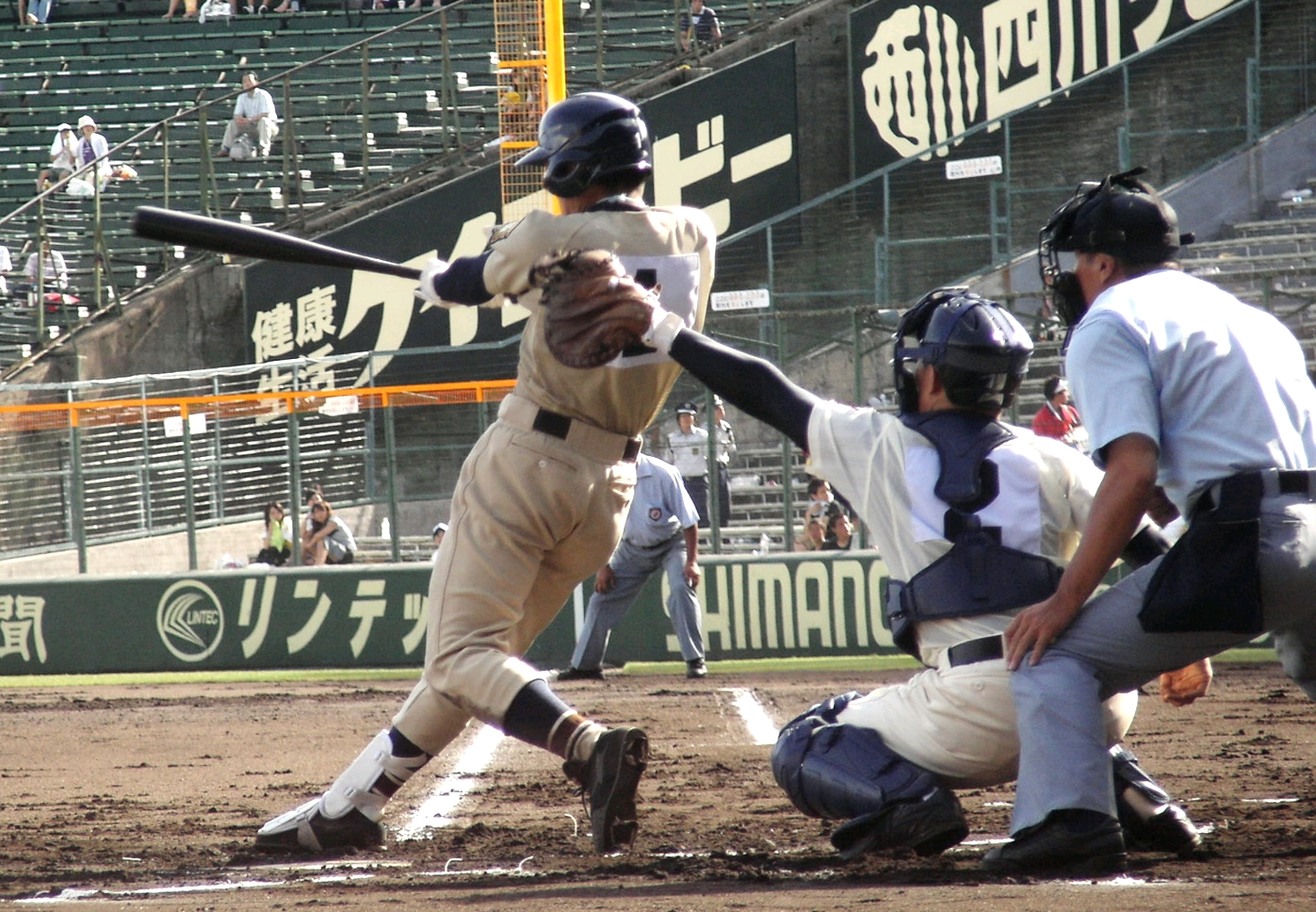
Partida de Basebol no Japão, em 2007.

O futebol no Japão começou a crescer com a chegada do jogador brasileiro Zico ao campeonato local que surgia, a J-League, criada em 1992. Sendo já o segundo esporte mais praticado nas escolas procura-se gerar uma cultura do futebol que garanta sua prática pela população. Desde então, os clubes da liga contam com muitos atletas estrangeiros, principalmente brasileiros.
O Japão já foi sede de várias competições internacionais, como os Jogos Olímpicos de Inverno de 1972, os de 1998 e as Olimpíadas de 1964 em que o judô foi incluído como modalidade olímpica. O histórico de participações do Japão nos Jogos Olímpicos remonta a 1912 em Estocolmo e desde 1964 o país participou de todos os eventos olímpicos, a não ser por um breve momento em 1980. Em 2002, o país sediou a Copa do Mundo de Futebol em conjunto com a Coreia do Sul, chegando à fase de oitavas-de-final. Na edição seguinte, a equipe nacional que era comandada por Zico não repetiu o sucesso e foi eliminada na primeira fase da competição.